# Andrásfalvy Bertalan
Andrásfalvy Bertalan (született Andráscsik Bertalan, Sopron, 1931. november 17. –) Széchenyi-díjas magyar néprajzkutató, egyetemi tanár, politikus. 1990 és 1994 között országgyűlési képviselő, 1990 és 1993 között művelődési és közoktatási miniszter. A Pécsi Tudományegyetem Néprajz – Kulturális Antropológia Tanszékének alapító tanszékvezetője.

## Élete
Az Eötvös Loránd Tudományegyetem Bölcsészettudományi Karán végzett előbb román-magyar (1950–1955), majd muzeológia–néprajz szakon. Több helyen dolgozott muzeológusként és tudományos munkatársként. Kecskeméten 1965-ben üzemmérnöki diplomát szerzett. 1954–55-ben a budapesti Néprajzi Múzeumban segédmuzeológus volt, majd öt évig Szekszárdon muzeológus. 1960 és 1976 között a pécsi Dunántúli Tudományos Intézet, 1976–77-ben a Baranya Megyei Levéltár tudományos főmunkatársa, majd 1985-ig a pécsi Janus Pannonius Múzeum néprajzi osztályvezetője volt. Ezután 1989-ig az MTA Néprajzi Kutatócsoportja főmunkatársaként, majd osztályvezetőjeként dolgozott. 
1989–90-ben a Janus Pannonius Tudományegyetem (JPTE) docense, néprajzot tanított, a tanszék megszervezése az ő feladata volt. 1993 és 2001 között a JPTE (2000-től Pécsi Tudományegyetem) egyetemi tanára volt, 2001-ben emeritálták.
1971-ben védte meg a néprajztudományok kandidátusi, 1990-ben akadémiai doktori értekezését. A Magyar Tudományos Akadémia néprajzi bizottságának lett tagja. 1994 és 1998 között a Közalkalmazottak Keresztény Szakszervezeti Szövetség elnöke, valamint a Keresztény Szakszervezetek Szövetsége társelnöke volt, 1998-ban örökös tiszteletbeli elnöknek választották. 1990 és 1997 között a Magyar Néprajzi Társaság elnöke volt. 1995-től az Acta Ethnographica című tudományos folyóirat főszerkesztője, emellett az Ethnographia szerkesztőbizottságának tagja. 2010. szeptember 1-jén Pécs díszpolgárává avatták. 
Kutatási területe a népi gazdálkodás, ezen belül a szőlészet, a gyümölcstermesztés és az állattartás néprajzi vetülete, valamint a néptánc, a népköltészet és néprajzi csoportok együttélése és kölcsönös hatásai egymásra. Több mint százhatvan tudományos közlemény szerzője.

## Közéleti tevékenysége
Az MDF-be annak párttá válása után lépett be, 1988-ban, 1989–90-ben az országos választmány tagja és pécsi elnöke volt. 1993-ban a Baranya megyei választmány elnökévé választották. Az 1990-es országgyűlési választáson egyéni jelöltként bejutott az Országgyűlésbe (Baranya megye 1. vk., Pécs). 1993 és 1994 között az MDF-frakció elnökségi tagja, 1994-ben és 1998-ban pedig a párt 
 országgyűlési képviselőjelöltje volt.
1990-ben kinevezték a rendszerváltás utáni első művelődési és közoktatási miniszterré az Antall-kormányban. Ezt a posztot 1993-ig töltötte be (őt Mádl Ferenc későbbi köztársasági elnök követte). Minisztersége idején a rendszerválás utáni kulturális élet finanszírozásában, illetve a korábbi állampárti befolyás megszüntetésére hozott intézkedéseket.
2005-ben távozott az MDF-ből, és a Lezsák Sándor által alapított Nemzeti Fórum tagja lett.

## Családja, magánélete
Nős, házasságából három fiúgyermekük született. 1960-ban költözött Pécsre, az 1990-es években Hosszúheténybe költözött. 2000-es évektől kezdve a teleket Pécsen tölti családja közelségében. Távoli rokona Petőfi Sándornak.

## Díjai, elismerései
- Eriksson-díj (1980)
- Györffy István-emlékérem (1983)
- A Magyar Köztársasági Érdemrend középkeresztje a csillaggal (1994)
- Szent István Tudományos Akadémia tagja (1999)
- Magyar Örökség díj (2002)
- Pázmány Péter-díj (2007)
- Prima díj (2007)[2]
- A Magyar Művészeti Akadémia aranyérme (2008)
- A Magyar Kultúra Lovagja (2009)
- Pécs díszpolgára (2010)[2]
- Széchenyi-díj (2013)
- Lancea Regis díj (2017)
- Baranya megye díszpolgára (2021)
- A Magyar Érdemrend nagykeresztje (2022)[3]

## Fontosabb publikációi
- Sárközi hímzések (Budapest, 1963)
- A sárköziek gazdálkodása a XVIII. és XIX. században (Pécs, 1965)
- A Sárköz népművészete (Vadóc Kálmánnal, Budapest, 1967)
- A Sárköz ősi ártéri gazdálkodása (Budapest, 1973)
- A Duna mente népének ártéri gazdálkodása Tolna és Baranya megyében az ármentesítés befejezéséig (1975)[2]
- A népművészet tegnap és ma (Hofer Tamással, 1976)
- Bibó-emlékkönyv (társszerző, 1980)[2]
- Magyar néptánchagyományok (társszerző, Budapest, 1980)
- Mintagyűjtemény Tolna megye népi hímzéseiből (1981)
- Néprajzi alapismeretek (Múzsák Közművelődési Kiadó, Budapest, 1982)
- Sárközi hímzések régen és ma (Németh Pálnéval, Budapest, 1982)
- Magyar népismeret (néprajzi történészeknek) (Budapest, 1990)
- Hagyomány és jövendő. Népismereti tanulmányok (2004)
- A Duna mente népének ártéri gazdálkodása. Ártéri gazdálkodás Tolna és Baranya megyében az ármentesítési munkák befejezése előtt; 2. kieg., átdolg. kiad.; Ekvilibrium, Budakeszi, 2007
- A magyarságkép torzulásai a világban és bennünk; Szent György Könyvek, Budapest, 2008 (Szent György könyvek)
- Antropogén ökológiai változások a Kárpát-medencében. A Kárpát-medence felszínének változása a földhasználat és az életmód változásának következtében; szerk. Andrásfalvy Bertalan, Vargyas Gábor; PTE Néprajz-Kulturális Antropológia Tanszék–L'Harmattan, Pécs–Budapest, 2009
- Együtt élő népek, eltérő értékrendek. Andrásfalvy Bertalan válogatott társadalomnéprajzi tanulmányai; szerk. Máté Gábor; L'Harmattan–PTE Néprajz-Kulturális Antropológia Tanszék, Budapest–Pécs, 2011 (Studia ethnologica Hungarica)
- A Duna mente népének ártéri gazdálkodása. Ártéri gazdálkodás Tolna és Baranya megyében az ármentesítési munkák befejezése előtt; 2. kieg., átdolg. kiad.; Ekvilibrium, Budakeszi, 2014
- Magyarország földjének és népének múltja, jelene és jövője; Balaton Akadémia, Keszthely, 2014 (Más kor könyvek)
- A magyar föld sorsa. Andrásfalvy Bertalan, Ángyán József, Márai Géza, Molnár Géza, Tanka Endre írásai földviszonyaink múltjáról és jelenéről a jövőnek; szerk. Tanka Endre; Agroinform, Budapest, 2014
- Paraszti műveltség és nemzeti összetartozás; Balaton Akadémia, Keszthely, 2019 (Szent László könyvek)
- Jövőnk gyökerei. Írások a népművészetről; MMA, Budapest, 2019
- Mátyás és a török basa. Mesegyűjtések 1950–1963; szerk. Tóth Gábor; Magyar Versmondók Egyesülete, Budapest, 2021
- Népmesék minden formában; MVE, Budapest, 2021
- Életgazdagság. Andrásfalvy Bertalan válogatott írásai. Andrásfalvy 90; szerk. Szerényi Béla; Zenei Anyanyelv Alapítvány, Budapest, 2021